# Scottish League Challenge Cup 2018/19
Der Scottish League Challenge Cup wurde 2018/19 zum insgesamt 28. Mal ausgespielt. Der schottische Fußballwettbewerb, der offiziell als IRN-BRU Challenge Cup ausgetragen wurde, begann am 31. Juli 2018 und endete mit dem Finale am 24. März 2019. Am Wettbewerb nahmen 58 Vereine teil: 30 Vereine aus der Scottish Professional Football League, 12 U-21-Mannschaften der Klubs aus der Scottish Premiership, jeweils vier Vereine aus der Highland und Lowland Football League, sowie jeweils zwei Vereine aus der nordirischen NIFL Premiership, irischen League of Ireland, walisischen Premier League und englischen National League. Im Gegensatz zum Vorjahr gab die Scottish Professional Football League einige Änderungen bekannt. So wurde die Altersgrenze für die B-Mannschaften um einen Jahr erhöht, sowie wurde die Verlängerung abgeschafft. Bei einem Gleichstand nach der regulären Spiel- inklusive Nachspielzeit wurde eine Partie direkt im Elfmeterschießen entschieden. Titelverteidiger war Inverness Caledonian Thistle, das im Finale des Vorjahres gegen den FC Dumbarton gewann. Im diesjährigen Endspiel trafen Ross County und der walisische Verein Connah’s Quay Nomads aufeinander. Ross County erreichte zum fünften Mal das Finale nach 2005, 2007, 2009 und 2011. Die Staggies gewannen das Finale mit 3:1 und damit zum dritten Mal den Challenge Cup.

## Termine
| Runde         | Datum                          | Spiele | Vereine | Neueinstiege |
| ------------- | ------------------------------ | ------ | ------- | ------------ |
| Vorrunde      | 31. Juli 2018 – 1. August 2018 | 1      | 2 → 1   | 48           |
| 1. Runde      | 14./15./21. August 2018        | 24     | 48 → 24 | 8            |
| 2. Runde      | 8./9. September 2018           | 16     | 32 → 16 | keine        |
| Achtelfinale  | 13./14. Oktober 2018           | 8      | 16 → 8  | keine        |
| Viertelfinale | 17./18. November 2018          | 4      | 8 → 4   | keine        |
| Halbfinale    | 16./17. Februar 2019           | 2      | 4 → 2   | keine        |
| Finale        | 24. März 2019                  | 1      | 2 → 1   | keine        |

## Vorrunde
Die Vorrunde wurde am 26. Juni 2018 ausgelost. Ausgetragen wurden die Begegnungen am 31. Juli und 1. August 2018.
| Datum                      |                      | Ergebnis        |                       |
| -------------------------- | -------------------- | --------------- | --------------------- |
| 31. Juli 2018, 19:45 WESZ  | BSC Glasgow          | 0:1             | FC East Stirlingshire |
| 1. August 2018, 19:45 WESZ | Inverurie Loco Works | 2:2 (5:4 i. E.) | FC Fraserburgh        |

## 1. Runde
Die 1. Runde wurde am 26. Juni 2018 ausgelost. Ausgetragen wurden die Begegnungen am 14., 15. und 21. August 2018.

### Region Nord
| Datum                         |                          | Ergebnis        |                          |
| ----------------------------- | ------------------------ | --------------- | ------------------------ |
| 14. August 2018, 19:30 WESZ   | Heart of Midlothian U-21 | 1:2             | Ross County              |
| 14. August 2018, 19:45 WESZ   | Alloa Athletic           | 3:1             | Stirling Albion          |
| 14. August 2018, 19:45 WESZ   | FC Cowdenbeath           | 1:3             | FC East Fife             |
| 14. August 2018, 19:45 WESZ   | FC Dundee U-21           | 2:2 (4:3 i. E.) | Hibernian Edinburgh U-21 |
| 14. August 2018, 19:45 WESZ   | Inverness CT             | 1:2             | Dunfermline Athletic     |
| 14. August 2018, 19:45 WESZ   | FC Peterhead             | 2:1             | Brechin City             |
| 14. August 2018, 19:45 WESZ   | Raith Rovers             | 3:1             | FC Aberdeen U-21         |
| 14. August 2018, 20:00 WESZ   | Inverurie Loco Works     | 0:1             | Formartine United        |
| 15. August 2018, 19:45 WESZ   | Cove Rangers             | 2:2 (3:4 i. E.) | FC Montrose              |
| 15. August 2018, 19:45 WESZ   | Dundee United            | 3:2             | FC St. Johnstone U-21    |
| 15. August 2018, 19:45 WESZ   | Elgin City               | 1:1 (6:7 i. E.) | FC Arbroath              |
| 21. August 2018, 19:45 WESZ 1 | FC Livingston U-21       | 0:0 (5:4 i. E.) | Forfar Athletic          |

### Region Süd
| Datum                       |                          | Ergebnis        |                     |
| --------------------------- | ------------------------ | --------------- | ------------------- |
| 14. August 2018, 19:00 WESZ | FC Kilmarnock U-21       | 1:2             | FC St. Mirren U-21  |
| 14. August 2018, 19:30 WESZ | Glasgow Rangers U-21     | 1:2             | FC Falkirk          |
| 14. August 2018, 19:30 WESZ | FC Stenhousemuir         | 0:3             | Queen of the South  |
| 14. August 2018, 19:45 WESZ | Annan Athletic           | 4:0             | Celtic Glasgow U-21 |
| 14. August 2018, 19:45 WESZ | Berwick Rangers          | 0:3             | Airdrieonians FC    |
| 14. August 2018, 19:45 WESZ | FC Dumbarton             | 2:1             | Greenock Morton     |
| 14. August 2018, 19:45 WESZ | FC East Stirlingshire    | 0:3             | FC Motherwell U-21  |
| 14. August 2018, 19:45 WESZ | Edinburgh City           | 3:1             | Albion Rovers       |
| 14. August 2018, 19:45 WESZ | Hamilton Academical U-21 | 4:1             | FC Clyde            |
| 14. August 2018, 19:45 WESZ | FC Queen’s Park          | 0:0 (4:2 i. E.) | Ayr United          |
| 14. August 2018, 19:45 WESZ | FC Stranraer             | 0:5             | Partick Thistle     |
| 15. August 2018, 19:45 WESZ | FC East Kilbride         | 1:1 (5:4 i. E.) | FC Spartans         |

## 2. Runde
Die 2. Runde wurde am 16. August 2018 ausgelost. Ab dieser Runde nahmen die acht Vereine aus England, Irland, Nordirland und Wales am Wettbewerb teil. Ausgetragen wurden die Begegnungen am 6. und 8. September 2018.
| Datum                         |                    | Ergebnis        |                          |
| ----------------------------- | ------------------ | --------------- | ------------------------ |
| 6. September 2018, 19:00 WESZ | FC Dundee U-21     | 1:2             | FC Motherwell U-21       |
| 8. September 2018, 13:00 WESZ | FC Boreham Wood    | 0:0 (5:6 i. E.) | Dunfermline Athletic     |
| 8. September 2018, 14:30 WESZ | Queen of the South | 4:3             | Crusaders FC             |
| 8. September 2018, 15:00 WESZ | Airdrieonians FC   | 0:1             | Sutton United            |
| 8. September 2018, 15:00 WESZ | FC Arbroath        | 3:0             | Annan Athletic           |
| 8. September 2018, 15:00 WESZ | FC Dumbarton       | 0:1             | FC Montrose              |
| 8. September 2018, 15:00 WESZ | Dundee United      | 1:1 (4:5 i. E.) | Alloa Athletic           |
| 8. September 2018, 15:00 WESZ | FC East Fife       | 2:1             | Partick Thistle          |
| 8. September 2018, 15:00 WESZ | FC East Kilbride   | 2:3             | Edinburgh City           |
| 8. September 2018, 15:00 WESZ | FC Falkirk         | 0:1             | Connah’s Quay Nomads     |
| 8. September 2018, 15:00 WESZ | FC Peterhead       | 0:1             | Bohemians Dublin         |
| 8. September 2018, 15:00 WESZ | Ross County        | 5:0             | Raith Rovers             |
| 8. September 2018, 15:00 WESZ | FC St. Mirren U-21 | 3:2             | Hamilton Academical U-21 |
| 8. September 2018, 19:35 WESZ | The New Saints FC  | 2:2 (2:4 i. E.) | FC Queen’s Park          |
| 8. September 2018, 19:45 WESZ | Coleraine FC       | 1:1 (2:1 i. E.) | Formartine United        |
| 8. September 2018, 19:45 WESZ | Sligo Rovers       | 4:1             | FC Livingston U-21       |

## Achtelfinale
Das Achtelfinale wurde am 11. September 2018 ausgelost. Ausgetragen wurden die Begegnungen am 12. und 13. Oktober 2018.
| Datum                        |                      | Ergebnis        |                    |
| ---------------------------- | -------------------- | --------------- | ------------------ |
| 12. Oktober 2018, 19:35 WESZ | FC Arbroath          | 1:4             | Edinburgh City     |
| 13. Oktober 2018, 15:00 WESZ | Bohemians Dublin     | 0:0 (4:3 i. E.) | Sutton United      |
| 13. Oktober 2018, 15:00 WESZ | Dunfermline Athletic | 2:2 (4:5 i. E.) | Alloa Athletic     |
| 13. Oktober 2018, 15:00 WESZ | FC East Fife         | 2:0             | Queen of the South |
| 13. Oktober 2018, 15:00 WESZ | FC Motherwell U-21   | 2:0             | Sligo Rovers       |
| 13. Oktober 2018, 15:00 WESZ | Ross County          | 3:1             | FC Montrose        |
| 13. Oktober 2018, 15:00 WESZ | FC St. Mirren U-21   | 2:4             | FC Queen’s Park    |
| 13. Oktober 2018, 19:30 WESZ | Connah’s Quay Nomads | 2:0             | Coleraine FC       |

## Viertelfinale
Das Viertelfinale wurde am 16. Oktober 2018 ausgelost. Ausgetragen wurden die Begegnungen am 16. und 17. November 2018.
| Datum                        |                    | Ergebnis        |                      |
| ---------------------------- | ------------------ | --------------- | -------------------- |
| 16. November 2018, 19:45 WEZ | FC Queen’s Park    | 1:2             | Connah’s Quay Nomads |
| 17. November 2018, 15:00 WEZ | Edinburgh City     | 2:2 (4:3 i. E.) | Alloa Athletic       |
| 17. November 2018, 15:00 WEZ | FC Motherwell U-21 | 1:2             | Ross County          |
| nicht ausgetragen 1          | Bohemians Dublin   | –               | FC East Fife         |

## Halbfinale
Das Halbfinale wurde am 21. November 2018 ausgelost. Ausgetragen werden die Begegnungen am 15. und 16. Februar 2019.
| Datum                       |                      | Ergebnis              |                |
| --------------------------- | -------------------- | --------------------- | -------------- |
| 15. Februar 2019, 19:45 WEZ | Ross County          | 2:1                   | FC East Fife   |
| 16. Februar 2019, 19:25 WEZ | Connah’s Quay Nomads | 1:1 n. V. (5:4 i. E.) | Edinburgh City |

## Finale
| Connah’s Quay Nomads                                             | Connah’s Quay Nomads | Ross County | Ross County |
| ---------------------------------------------------------------- | --- | --- | ----------- |
| Wales Connah’s Quay Nomads                                       | \| 23. März 2019 um 16:30 Uhr GMT in Inverness (Caledonian Stadium) \| \| Ergebnis: 1:3 (1:0) \| \| Zuschauer: 3.057 \| \| Schiedsrichter: Alan Muir \| \| Spielbericht \|                                                                                  | \| 23. März 2019 um 16:30 Uhr GMT in Inverness (Caledonian Stadium) \| \| Ergebnis: 1:3 (1:0) \| \| Zuschauer: 3.057 \| \| Schiedsrichter: Alan Muir \| \| Spielbericht \| | Ross County |
| Wales Connah’s Quay Nomads                                       | John Danby – Danny Holmes, Priestly Farquharso (80. Ryan Wignall), George Horan, Adam Barton – Michael Bakare, Callum Morris (80. Ryan Wignall), Danny Harrison (88. Jake Phillips), AMichael Parker – Michael Wilde, Andy Owens Cheftrainer: Andy Morrison | Ross Munro – Marcus Fraser , Keith Watson, Andy Boyle, Kenny van der Weg – Declan McManus (66. Josh Mullin), Jamie Lindsay, Don Cowie (90.+2' Lewis Spence), Michael Gardyne (88. Daniel Armstrong) – Ross Stewart, Brian Graham Cheftrainer: Steve Ferguson und Stuart Kettlewell | Ross County |
| Wales Connah’s Quay Nomads                                       | 1:0 Michael Bakare (21.) | 1:1 Josh Mullin (75.) 1:2 Josh Mullin (79.) 1:3 Jamie Lindsay (86.) | Ross County |
| Wales Connah’s Quay Nomads                                       | Danny Holmes (29.), Callum Morris (48.) | | Ross County |
| 23. März 2019 um 16:30 Uhr GMT in Inverness (Caledonian Stadium) | | |             |
| Ergebnis: 1:3 (1:0)                                              | | |             |
| Zuschauer: 3.057                                                 | | |             |
| Schiedsrichter: Alan Muir                                        | | |             |
| Spielbericht                                                     | | |             |